# Mixornis
Genre
Mixornis est un genre d’oiseaux de la famille des Timaliidae.

## Liste des espèces
Selon la classification de référence du Congrès ornithologique international (septembre 2023) :
- Mixornis gularis - Timalie à gorge striée
- Mixornis bornensis - Timalie de Bornéo
- Mixornis flavicollis - Timalie à face grise
- Mixornis prillwitzi - Timalie des Kangean
- Mixornis kelleyi - Timalie de Kelley

## Galerie

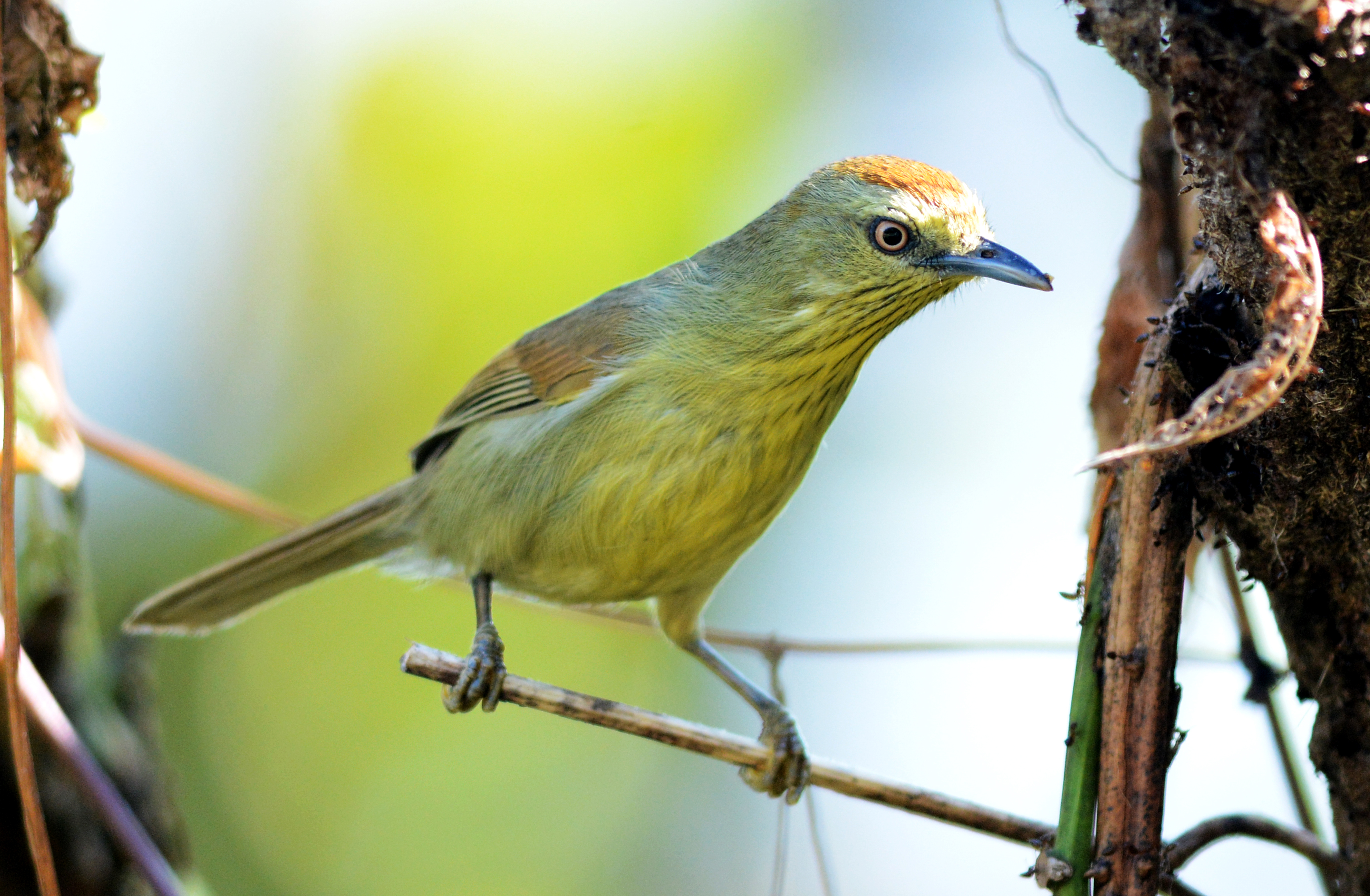
Mixornis gularis
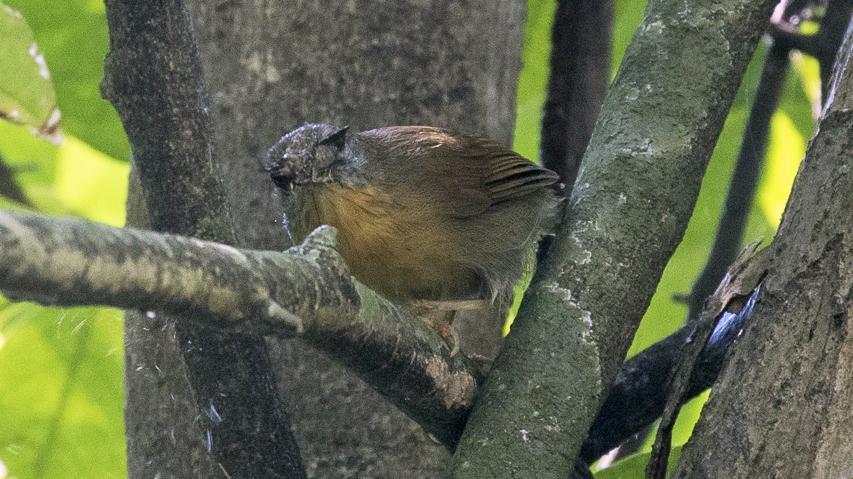
Mixornis flavicollis

## Étymologie
Le nom générique, Mixornis, se compose du grec ancien μίξης, mixis « mélange » et de οργής  « oiseau ».